# Odina (geslacht)
Odina is een geslacht van vlinders van de familie dikkopjes (Hesperiidae).

## Soorten
- O. decoratus (Hewitson, 1867)
- O. hieroglyphica (Butler, 1870)